# Clyde, New South Wales
Clyde este o suburbie în vestul orașului Sydney, Australia. Se învecinează cu Granville. În Clyde se află un centru de rafinare a petrolului.